# An-Nasirijja (Ar-Rakka)
An-Nasirijja – wieś w Syrii, w muhafazie Ar-Rakka, w dystrykcie Tall Abjad. W 2004 roku liczyła 19 mieszkańców.